# 보다폰

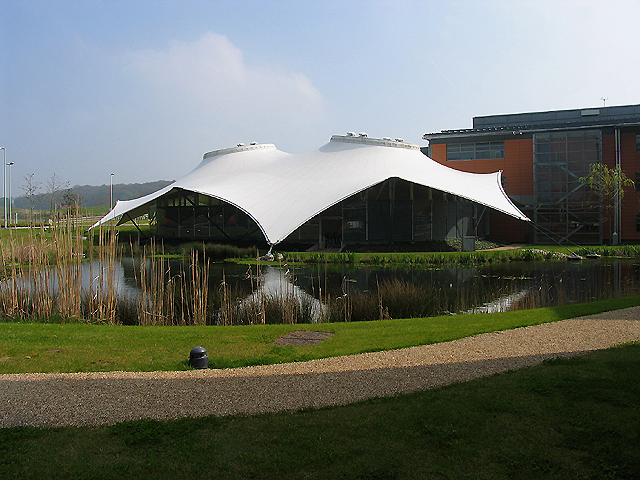
뉴버리 본사.

보다폰(Vodafone Group Plc)은 영국의 이동 통신 사업자 중 하나로 잉글랜드 런던에 본사가 있고 매출액상으로 전세계 2위의 이동 통신 사업자이다. 1위는 차이나 모바일이다. 보다폰은 현재 31개국에서 사업 중이며, 40개국의 통신사와 협력 중이다.
보다폰이란 이름은 Voice data fone에서 왔으며 "휴대 전화로 음성과 데이터 서비스의 제공"이라는 뜻으로 회사에서 선정되었다.
2009년에는 5대륙에 걸쳐 31개 시장에서 약 3억 3백만 명의 고객을 보유하고 있다.
최근엔 중국 등 아시아 국가에 진출하였으나, 대한민국에는 기존 업체들의 진입 장벽 때문에 아직 진출하지 않고 있다. 일본의 경우는 2001년 일본 텔레콤을 매수한 '제이 폰'(J-Phone)을 산하에 두어, 2003년 '보다폰'이라는 명칭으로 변경시켰으나, 그 후 2006년 소프트뱅크 모바일에 매각하여, 현재는 업무제휴 정도에만 관계를 맺고 있다.
2002년 12월 최고경영자인 크리스토퍼 겐트(Christopher Gent)가 사임하였을 때 이 회사는 아무런 승계 전략도 갖추고 있지 못했다. 후임자 탐색 끝에 비상임 이사인 애런 새린(Arun Sarin)에게 직책이 맡겨졌다.